# Sematophyllum hawaiiense
Sematophyllum hawaiiense är en bladmossart som beskrevs av Brotherus 1925. Sematophyllum hawaiiense ingår i släktet Sematophyllum och familjen Sematophyllaceae. Inga underarter finns listade i Catalogue of Life.